# Ballaugh
Ballaugh est une paroisse du sheading de Michael sur l'île de Man. Elle se situe dans la plaine du nord de l'île, au sud de la paroisse de Jurby et au nord de celle de Michael.
Le village de Ballaugh comprend deux parties distinctes : l'une, autour de l'église Sainte-Marie de Ballaugh, au lieu-dit The Cronk, l'autre, plus récente, de part et d'autre de la route reliant Peel à Ramsey. Le village est réputé pour un pont (le Ballaugh Bridge) qu'emprunte chaque année le trajet du Tourist Trophy. Particulièrement technique, il doit sa renommée à sa dangerosité. Le pilote autrichien Karl Gall y a trouvé la mort le 13 juin 1939.